# Bulányi György
Bulányi György (Budapest, 1919. január 9. – Budapest, 2010. június 6.) piarista, tanár, a Bokor katolikus bázisközösségek vezetője.

## Életpályája
A Kegyestanítórendi Tanárképző Főiskolán, majd a Pázmány Péter Tudományegyetemen magyar–német szakon végzett. 1943-ban szentelték pappá a piarista rendben. Ezután piarista gimnáziumokban tanított (Sátoraljaújhely, Tata, Debrecen).
1945-ben Debrecenben fogott hozzá – Kolakovics horvát jezsuita szerzetes ösztönzésére, a szerzetes „Család” közösségi szerveződésének mintájára – a „Bokor” nevű kisközösség szervezéséhez, amelyet a korabeli hatóságok illegális államellenes szervezkedésnek minősítettek, és Bulányi Györgyöt 1952-ben életfogytig tartó szabadságvesztésre ítélték. 
1956-ban kiszabadult, és a budapesti belvárosi plébánián lett kisegítő lelkész. Hosszú rejtőzködés után, csak 1958 áprilisában fogták el ismét.
A börtönből végleg 1960-ban szabadult. Ezután szállítómunkásként dolgozott.

## Egyházi elítélése és rehabilitációja
Miután a Bokor bázisközösség tagjai az Állami Egyházügyi Hivatal Bulányinak küldött üzenete ellenére sem hagytak fel a katonai szolgálat megtagadásával, 1982 márciusában a püspöki kar  elítélte a páter tanait, eltiltotta őt a nyilvános misézéstől és kifogásolt tanításait a Hittani Kongregációhoz terjesztette fel. Ennek prefektusa, Joseph Ratzinger bíboros (a későbbi XVI. Benedek pápa) 1986. január 31-én levélben szólította fel Bulányit, hogy vonja vissza „téves, veszedelmes és kétértelmű” tanításait. Bulányi szerint Ratzinger intése arra vonatkozik, ami a püspökkari ítéletet magára vonó 1980-as, Egyházrend című írásának alapgondolata: „úgy vélem, hogy az egyháznak a jövőben más, a maitól eltérő struktúrája is lehet, mégpedig a bázisközösségek alapján”.
Ahhoz, hogy mentesüljön az eretnekség vádja alól, alá kellett volna írnia a Ratzinger által a II. vatikáni zsinat dokumentumaiból összeállított, tizenkét pontos listát. A páter egy tizenharmadik, ugyancsak a zsinati dokumentumokból származó szövegrésszel kiegészítve – amely szerint az ember „csak a lelkiismeretének tartozik engedelmességgel” – aláírta a tizenkét pontot, ám Ratzinger szerint a kiegészítés viszonylagossá tette az állásfoglalást. Végül egy évtizeddel később, 1997 februárjában született meg a kompromisszum, amelynek értelmében Bulányi páter kiegészítése a negyedik pont részeként bekerült a dokumentumba, amelyet ő így alá is írt. A Magyar Katolikus Püspöki Konferencia több mint fél évvel később, 1997. szeptember 10-én tájékoztatta a nyilvánosságot Bulányi György rehabilitálásáról.

## Egyházi rehabilitációja után

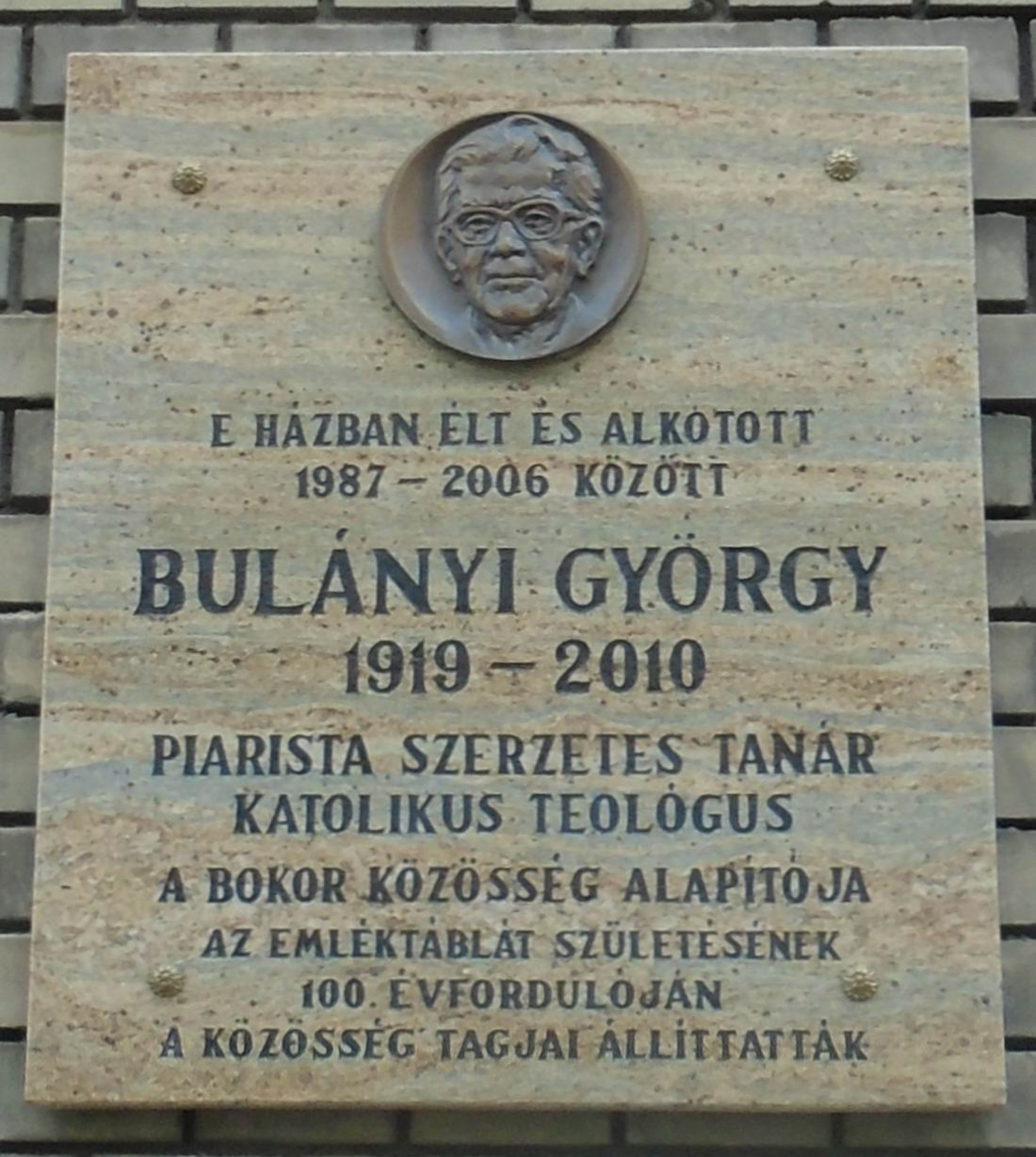
Domborműves emléktáblája egykori lakóháza falán

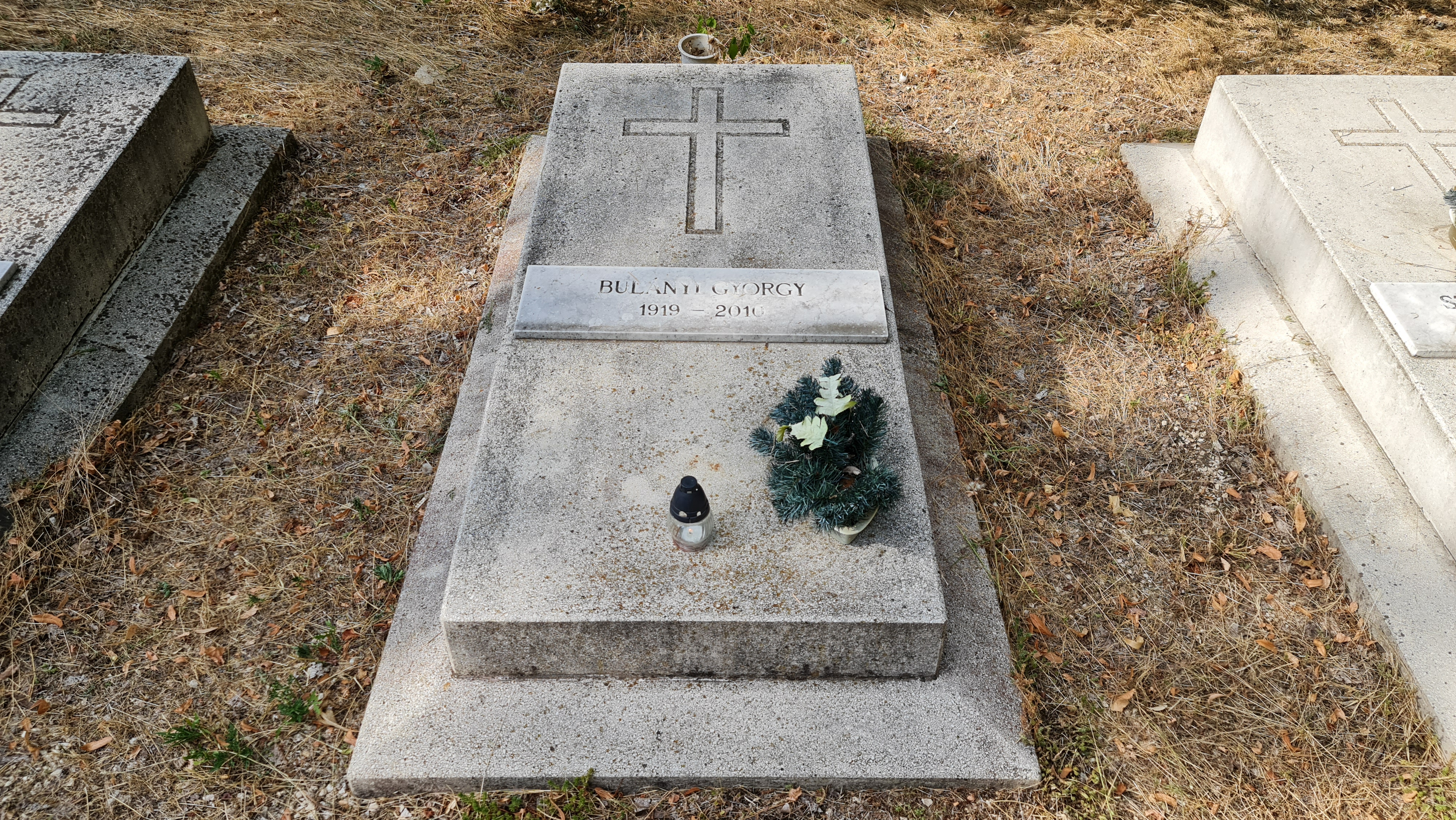
Bulányi György sírja a budapesti Új Köztemetőben

A Bulányit korlátozó egyházi intézkedések a Bokor közösség honlapján olvasható életrajz szerint azonban nem szűntek meg: a páter még közel tíz évvel később is csak egy városszéli kápolnában misézhetett, istentiszteleteit a plébánia nem hirdettette meg. A honlap szerint a magyar állam a rendszerváltozást követően bocsánatot kért Bulányitól, és nyugdíját is rendezték, ugyanakkor a katolikus egyház vezetői nem kértek bocsánatot, és életútját az egyházba integrálhatatlannak tekintik.
A nyílt ellenségeskedés megszűnt, a rehabilitáció azonban nem sokat változtatott a helyzeten. Bulányi György a hivatalos egyház perifériáján maradt, megtűrték, de nem fogadták el.
2005-től haláláig a piaristák budapesti Kalazantinum rendházában élt.

## Főbb művei
- A magyar hangsúly romlása; Egyetemi Nyomda, Bp., 1945
- Egyházrend / Erény-e az engedelmesség?; Teológiai-Pasztorációs Tanulmányok Magyar Központja, Luzern, 1989 (Egyházfórum könyvei)
- Keressétek az Isten országát! 1-4.; Irotron, Bp., 1990–1991
- Ópusztaszer; Classic Printing, Cleveland, 1991
- Örököljük a Földet?; Irotron, Bp., 1991
- Jászolba fektették. Bulányi György karácsonyi elmélkedései, 1949–1993; Irotron, Bp., 1993
- Nagypénteki levél; Irotron, Bp., 1993
- A Bokor lelkisége; Bokorliget, Bp., 1995
- Merre menjek?; Bokorliget, Bp., 1995
- Szent Pál teológiája 1-6.; Bokorliget, Bp., 1995–1996
- Und verbrannte doch nicht. Karfreitagsbrief an Kardinal Ratzinger; Druck- und Verlagshaus Thaur, Thaur–Wien–München, 1996 (Reihe der Plattform "Wir sind Kirche", 4.)
- György Bulányi–Simonyi Gyula: Rapture of the gospel; angolra ford. John Eibner, Katalin Simonyi; szerzői, Székesfehérvár, 2000
- Napló, 2001–2002; Püski, Bp., 2003
- Bulányi György füves könyve; szerk. Faragó Ferenc, Schanda Beáta; Bokor Közösségfejlesztő Kulturális Egyesület, Bp., 2015
- Bulányi György önéletírása; sajtó alá rend. Gromon András, Schanda Beáta; Bokke, Bp., 2018